# Rosebud County

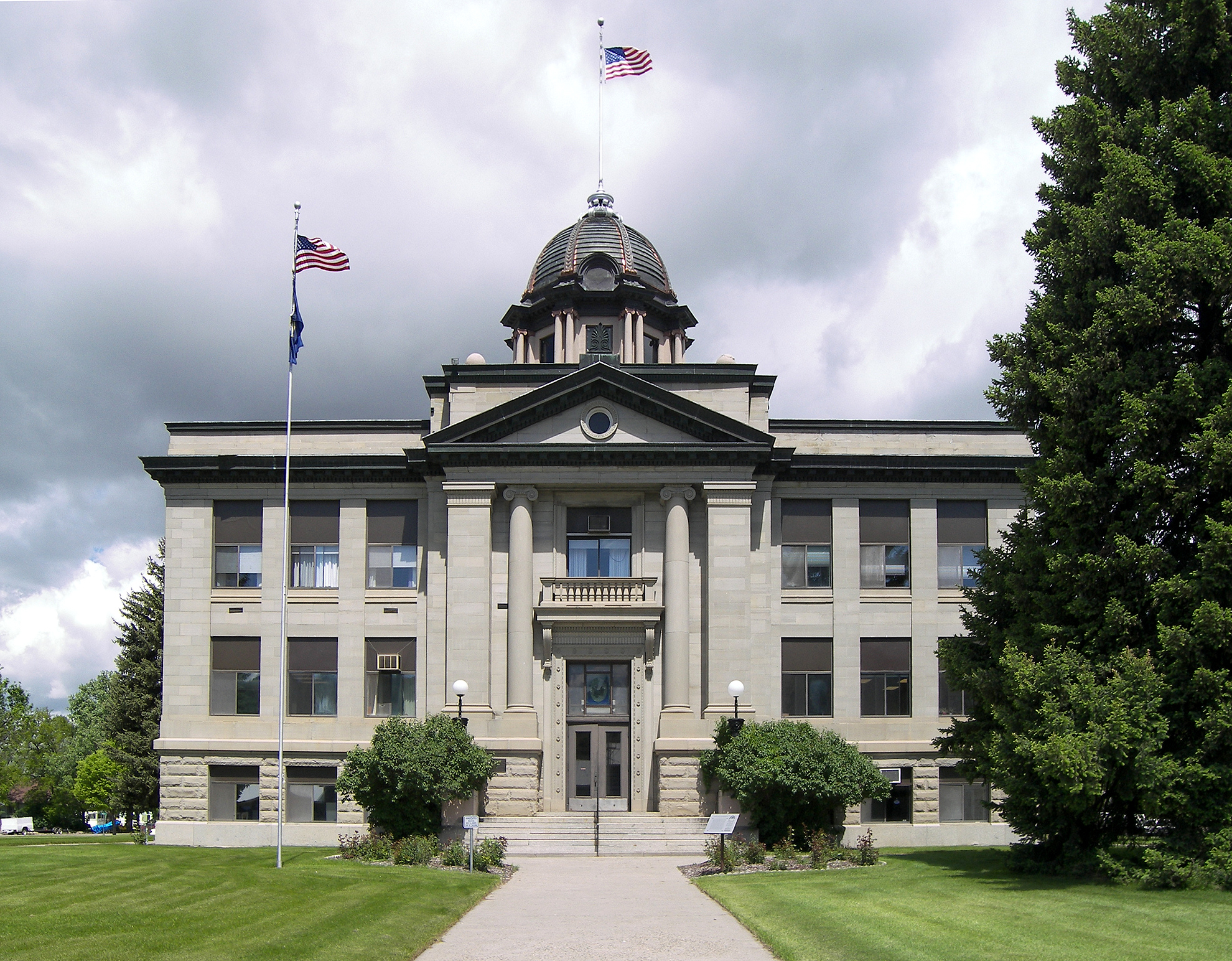

Rosebud County is een county in de Amerikaanse staat Montana.
De county heeft een landoppervlakte van 12.982 km² en telt 9.383 inwoners (volkstelling 2000). De hoofdplaats is Forsyth.